# Armida Cozzolino

Armida Cozzolino.

Armida Cozzolino (Napoli, 15 novembre 1888 – 14 luglio 1944) è stata un'attrice e cantante italiana.

## Carriera teatrale
Cominciò la sua carriera di attrice all'età di sei anni recitando nella compagnia del padre, l'attore Raffaele Cozzolino. Successivamente, lavorò in altre compagnie teatrali, tra le quali quelle di Edoardo Scarpetta, la Molinari, diretta da Gennaro Di Napoli, e quella di Raffaele Viviani. A partire dal 1922 fece parte della compagnia fondata da Eugenio Torre con lo scopo di rievocare delle opere buffe napoletane, Il babbeo e l'intrigante e Il ventaglio, messe in scena nell'estate di quell'anno all'Eldorado, che riscossero successo di pubblico e della stampa.

## Carriera musicale
Era dotata di una voce da soprano, e per le sue capacità canore e artistiche, Armida Cozzolino fu scritturata spesso per spettacoli di varietà e feste di Piedigrotta. Interpretò e rese famose numerose canzoni, ed è stata in particolare la prima a interpretare la Canzone appassiunata di E. A. Mario, dalla ribalta dell'Eldorado. È stata una delle prime cantanti a esibirsi a Radio Napoli.

## Cinema
È stata tra gli interpreti del film La tavola dei poveri di Alessandro Blasetti (1932), tratto da un atto unico di Raffaele Viviani, e del film Pensaci, Giacomino! (1936), tratto dall'omonima commedia di Luigi Pirandello. 